# Московське (електродепо, Мінськ)
53°53′15.3″ пн. ш. 27°32′00.4″ сх. д. / 53.887583° пн. ш. 27.533444° сх. д.
Електродепо́ «Моско́вське» (ТЧ-1) — електродепо Мінського метрополітену, обслуговує Московську лінію .

## Історія
Відкрито у червні 1984 року разом із першою чергою Мінського метрополітену. Має залізничний гейт зі станцією «Мінськ-Сортувальний».

### Лінії, які обслуговуються
| # | Лінія               | Роки      |
| - | ------------------- | --------- |
| 1 | Московська лінія    | з 1984    |
| 2 | Автозаводська лінія | 1990—2003 |

### Рухомий склад
- 81-717/714 — з 1984 року

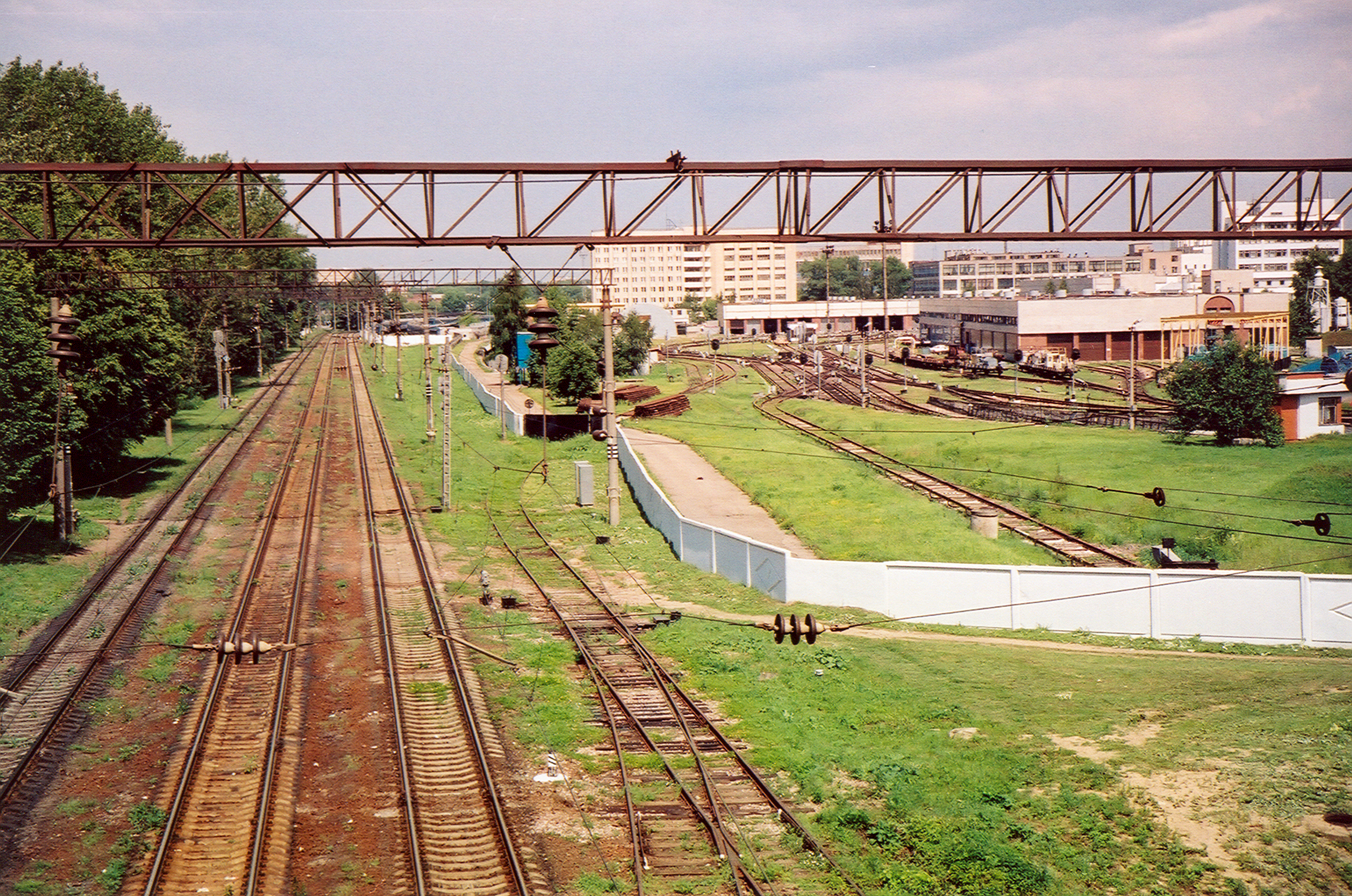
Електродепо́ Моско́вське

Наразі депо обслуговує 126 вагонів: 25 потягів по п'ять вагонів та один резервний вагон. До вересня 2002 у потягах використовувалося чотири вагони.